# 趙文盛
趙文盛（1435年—？），字從周，山西太原府陽曲縣人，軍籍。明朝政治人物。進士出身。

## 生平
山西鄉試第四十三名。成化八年（1472年）壬辰科會試第五十六名，殿試登進士第三甲第三十八名。兩年后，接替余金擔任長洲縣知縣。餘事不詳。
曾祖父趙士廉。祖父趙敬。父亲趙銘。